# Friedrich III. (Lothringen)

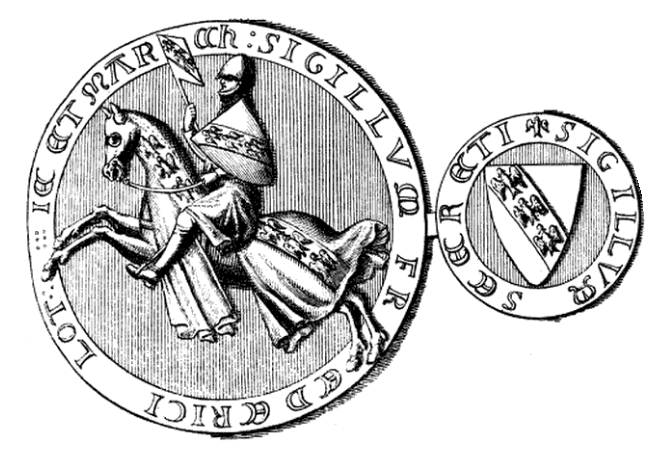
Zeitgenössisches Siegel (Nachzeichnung)

Friedrich III. (in Frankreich Ferry genannt) (* 1238; † 31. Dezember 1302) aus dem Haus Châtenois war Herzog von Oberlothringen von 1251 bis zu seinem Tod. Er war der einzige Sohn von Herzog Matthäus II. und der Katharina von Limburg.
Er war beim Tod seines Vaters noch nicht dreizehn Jahre alt, so dass seine Mutter für ihn die ersten Jahre die Regentschaft führte. 1255 heiratete er Margarete von Navarra, Tochter von Theobald I., König von Navarra und Graf von Champagne, und Margarete von Bourbon.
Diese Ehe führte zur Annäherung zwischen Frankreich und Lothringen. Diese Verbindung verstärkte sich noch, als die Tochter (Johanna I. von Navarra) des Bruders (Heinrich I.) seiner Frau Margarete 1284 Philipp den Schönen, den späteren König von Frankreich, heiratete.
In seiner Regierungszeit kämpfte er gegen den Bischof von Metz, bis Papst Clemens IV. ihn exkommunizierte und das Herzogtum unter Interdikt stellte.

## Familie
Friedrich und Margarete hatten folgende Kinder:
- Theobald II. (1263–1312), sein Nachfolger in Lothringen
- Matthias († 1282), Herr von Beauregard
- Friedrich († 1299), Bischof von Orléans (1297–1299)
- Friedrich († um 1320), Herr von Plombières, Romont und Brémoncourt
- Gerhard (1317 bezeugt)
- Isabella († 1335), heiratete (I) Ludwig Elegans (1267–1290), Sohn des Herzogs Ludwig II. von Bayern, (II) Heinrich, Herr von Sully, (III) Heinrich III., Graf von Vaudémont († 1348)
- Katherina, Herrin von Romont, heiratete 1290 Konrad II. († 1350), Graf von Freiburg
- Agnes, heiratete, Johann II. († 1302), Herr von Harcourt
- Margarethe, heiratete Graf Eberhard I. von Württemberg

| Vorgänger    | Amt                             | Nachfolger   |
| ------------ | ------------------------------- | ------------ |
| Matthäus II. | Herzog von Lothringen 1251–1302 | Theobald II. |

| Personendaten    | Personendaten             |
| ---------------- | ------------------------- |
| NAME             | Friedrich III.            |
| KURZBESCHREIBUNG | Herzog von Oberlothringen |
| GEBURTSDATUM     | 1238                      |
| STERBEDATUM      | 31. Dezember 1302         |